# Stazione di Gemona del Friuli
Stazione di Gemona del Friuli vasútállomás Olaszországban, Gemona del Friuli településen.

## Vasútvonalak
Az állomást az alábbi vasútvonalak érintik:
- K.k. Staatsbahn Tarvis–Pontafel
- Gemona del Friuli–Sacile-vasútvonal

## Kapcsolódó állomások
A vasútállomáshoz az alábbi állomások vannak a legközelebb:
- Stazione di Artegna (K.k. Staatsbahn Tarvis–Pontafel)
- Stazione di Venzone (1992–, K.k. Staatsbahn Tarvis–Pontafel)
- Stazione di Osoppo (Gemona del Friuli–Sacile-vasútvonal)
- Gemona-Ospedaletto railway station (1950–1962)
- Venzone railway station (–1992, K.k. Staatsbahn Tarvis–Pontafel)